# Anaea chaeronea
Anaea chaeronea är en fjärilsart som beskrevs av Felder 1861. Anaea chaeronea ingår i släktet Anaea och familjen praktfjärilar. Inga underarter finns listade i Catalogue of Life.